# Gens Arria

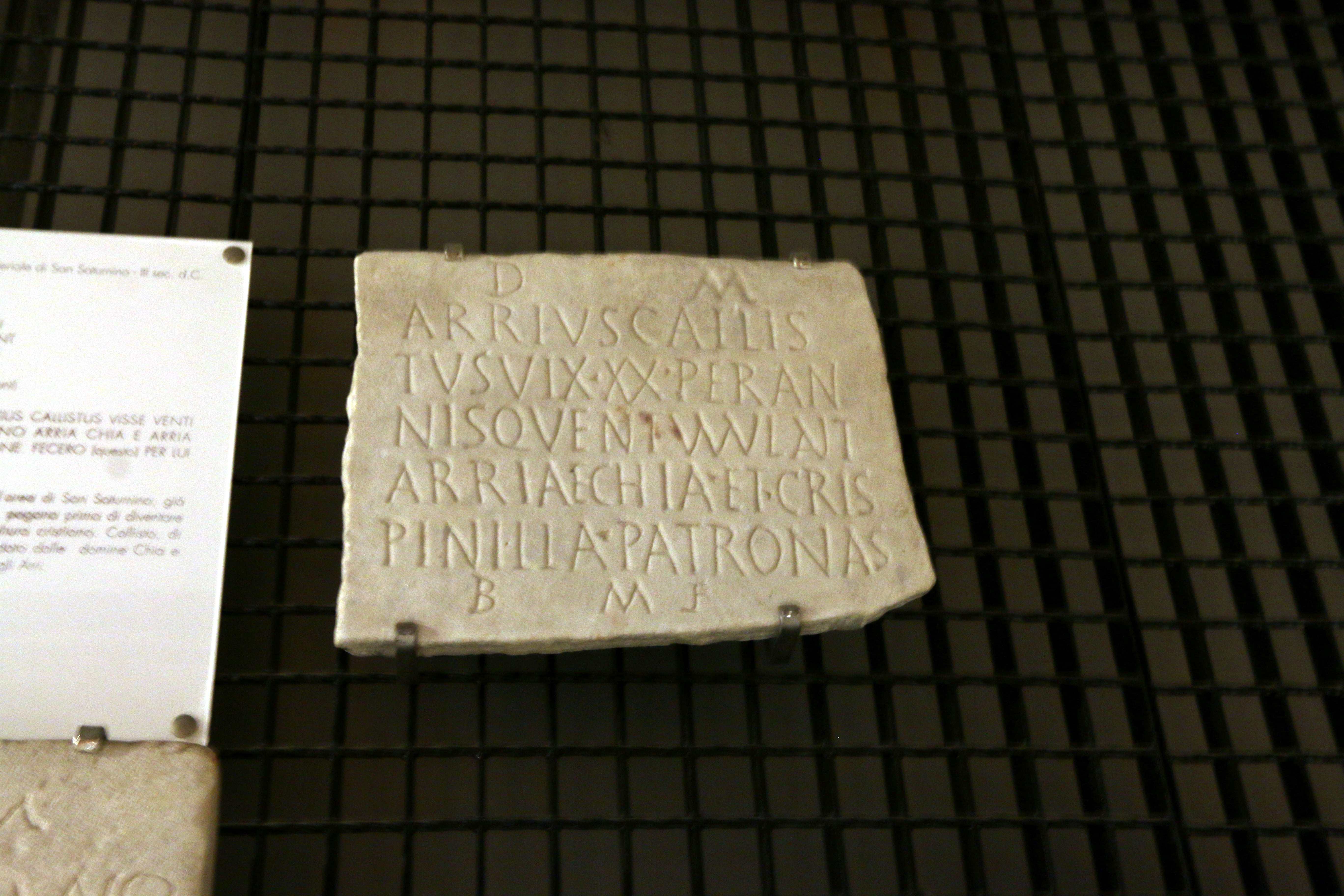
Epitaffio romano del sec III d.C. per il liberto Arrius Callistus, vissuto 20 anni, fatto scrivere dalle ex padrone Arria Chia ed Arria Crispinilla. Trovato a Cagliari, oggi al Museo archeologico nazionale di Cagliari

La gens Arria era una gens plebea romana presente durante la Repubblica. Il primo membro della famiglia a raggiungere un ruolo rilevante nello stato fu Quinto Arrio, pretore nel 72 a.C.

## Tria nomina
I praenomina utilizzati dalla gens furono Quintus, Gaius e Marcus mentre i cognomina usati furono Gallus, Aper, Secondus e Varus.

## Membri della gens
- Quinto Arrio: vissuto nel I secolo a.C., fu pretore nel 72 a.C., durante la Terza guerra servile sconfisse Crisso ma fu sopraffatto da Spartaco;
- Quinto Arrio Q. f.: vissuto nel I secolo a.C., amico di Marco Tullio Cicerone, pretore nel 63 a.C., si candidò al consolato nel 59 a.C. senza successo;[2][3][4][5]
- Gaio Arrio: vissuto nel I secolo a.C., vicino di casa di Cicerone a Formia;[6]
- Marco Arrio Secondo: vissuto nel I secolo a.C., fu triumviro monetalis nel 41 a.C.;[1]
- Arria: vissuta nel I secolo d.C., moglie di Cecina Peto. Poiché l'imperatore Claudio aveva ordinato la loro esecuzione, Arria si pugnalò e per invitare il marito a fare lo stesso disse la celebre frase "Non dolet, Paete!" (Peto, non fa male!);[7][8][9][10]
- Arria: vissuta nel I secolo d.C., figlia di Cecina Peto e moglie di Publio Clodio Trasea Peto, che fu condannato alla pena capitale dall'imperatore Nerone nel 67;[11]
- Arria Galla: vissuta nel I secolo d.C., moglie di Domizio Silo, che silenziosamente lasciò la moglie a Gaio Calpurnio Pisone, il capo della congiura contro Nerone;[12]
- Arrio Varo: vissuto nel I secolo d.C., fu prefetto del pretorio nel 69, dopo la morte dell'imperatore Vitellio;
- Arria: vissuta nel I secolo d.C., era una filosofa platonica;[13]
- Arrio Apro: vissuto nel III secolo d.C., fu prefetto del pretorio e genero dell'imperatore Numeriano, contro cui Aper organizzò una congiura;